# François-Joseph Janssens
François-Joseph Janssens, né à Bruxelles en 1744 et y décédé en 1816, est un sculpteur qui travailla le marbre et la terre-cuite.

## Biographie
Fils de Pierre Michel Janssens et de Marie Catherine Petit qui s'étaient mariés à Bruxelles, paroisse Sainte-Catherine, le 1er décembre 1731, François Joseph Janssens a été baptisé à Bruxelles, paroisse Sainte-Catherine, le 26 janvier 1744 alors qu'il était né, la veille, le 25 janvier, vers huit heures du soir.
Il épousa à Bruxelles, à Notre-Dame de la Chapelle, alors qu'il habitait dans la paroisse Saint-Géry, le 30 janvier 1786 Marie Isabelle Françoise Colin, encore mineure mais dont le père consentait à l'union.    
Après s'être formé trois années à Rome et une année à Florence, il retourna dans les Pays-Bas alors que bouillonnaient les événements de la Révolution française.
Partisan des idées nouvelles de démocratie et de république, qui lui firent transformer le David et le Moïse de l'église Saint-Jacques sur Coudenberg en Lycurgue et en Solon, il participa à la vie politique et se fit élire en 1792 parmi les quatre-vingts représentants du peuple.
Il fit partie également de la Société de peinture, sculpture et architecture de Bruxelles.
Il est mort à Bruxelles, en son domicile de la rue de Notre-Seigneur, le 22 décembre 1816.  

## Quelques œuvres

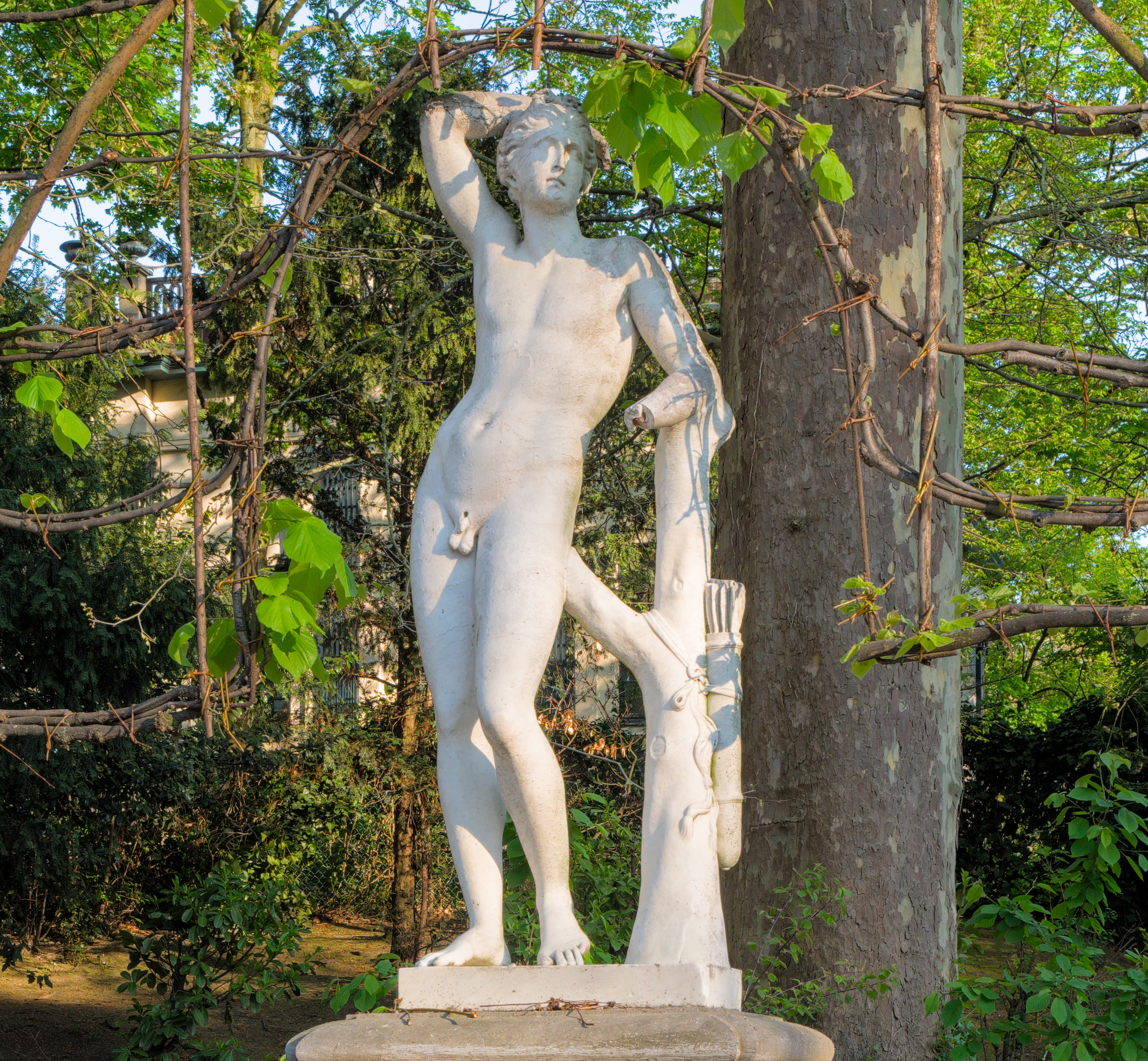
Apollon (1770) au parc de Bruxelles

- Emmanuel de Cock, buste en marbre, 1787.
- David, terre cuite.
- Prométhée, terre cuite, 1781.